# Igreja de Santo António de Lisboa

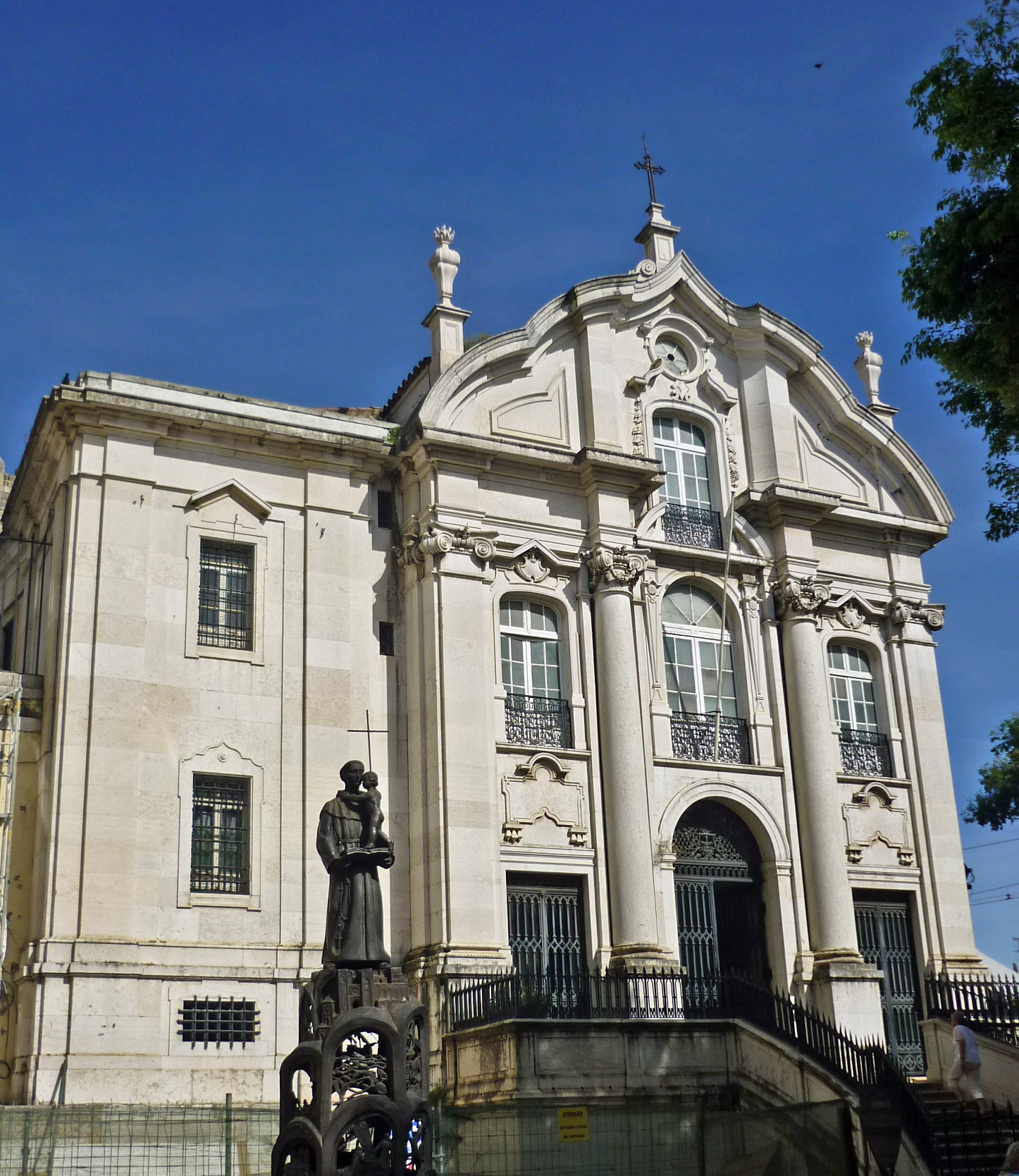
Fachada da Igreja de Santo António em frente à Sé Catedral de Lisboa.

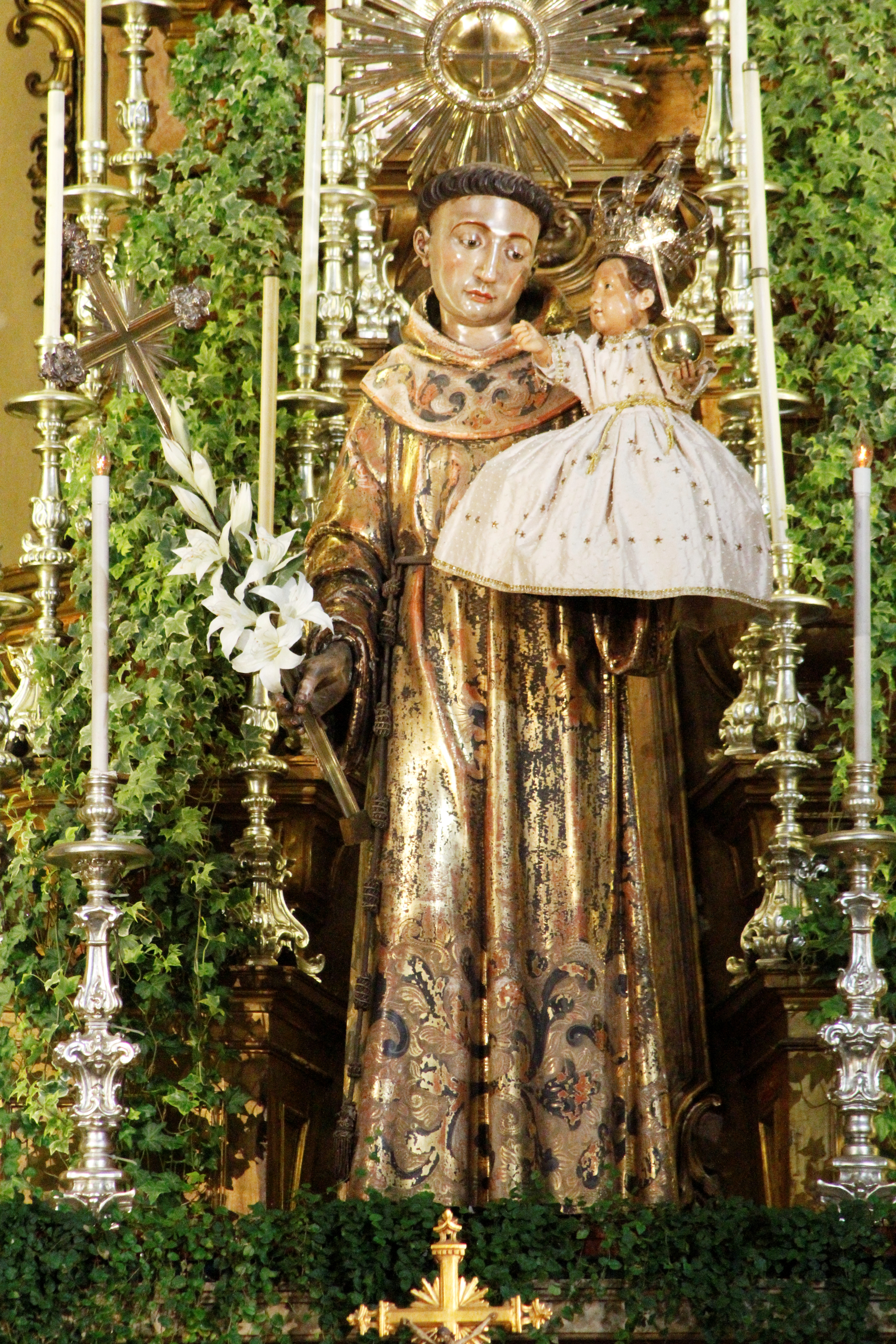
Estátua de Santo António de Lisboa no altar-mor da Igreja a si dedicada.

A Igreja de Santo António é um edifício localizado na freguesia de Santa Maria Maior (Sé), no concelho de Lisboa, Portugal. Encontra-se alegadamente no local da casa onde Santo António nasceu, junto à antiga Porta do Mar, que existia na muralha de acesso ao interior de Lisboa medieval, e assume-se como seu santuário. Ao lado, encontra-se um pequeno museu a ele dedicado.
Manda a tradição que os jovens que tencionam casar, no dia do casamento, visitem a igreja, rezem e deixem flores para Santo António, que é o intercessor dos recém-casados. Na descida para a cripta, há um painel de azulejos modernos que celebra a visita do Papa João Paulo II em 1982.

## Arquitectura
No interior, a cripta com entrada pela sacristia é tudo o que resta da igreja original, que foi destruída pelo terramoto de 1755. A nova igreja, um edifício tardo-barroco e pombalina de linhas sinuosas marcadas no desenho do frontão e da escadaria, foi iniciada em 1767, sob a direcção de Mateus Vicente de Oliveira, arquitecto da Basílica da Estrela.
Toda a obra foi parcialmente paga pelas crianças, que pediam "um tostãozinho para o Santo António", e, como se pode ver hoje, o chão da capela está coberto de moedas e as paredes exibem mensagens de devotos. Em 1995, a igreja foi renovada para o oitavo centenário do santo. O museu, em edifício anexo criado em 1962, erguido onde tradicionalmente se considera ser o local onde nasceu o Santo, foi fruto de renovação na sua exposição através de um projecto desenvolvido entre 2010 e 2012 por Ana Cristina Leite, Pedro Teotónio Pereira e Rita Fragoso de Almeida.